# Ben Ulenga
Benjamin Ulenga (ur. 22 czerwca 1952), namibijski polityk, przewodniczący Kongresu Demokratów (CoD, Congress of Democrats), największej partii opozycyjnej.

## Życiorys
Ben Ulenga urodził się w miejscowości Ontanga w regionie Oshana. W młodości był zaangażowany w walkę niepodległościową Namibii przeciw południowoafrykańskiej okupacji i polityce apartheidu. W 1974 wstąpił do Ludowej Armii Wyzwolenia Namibii (PLAN, People's Liberation Army of Namibia), zbrojnego ramienia SWAPO, walczącej o niepodległość kraju. W trakcie walk został ranny, a następnie schwytany i skazany na 15 lat więzienia, które spędził na wyspie Robben Island. W 1985 wyszedł na wolność.
W 1988 Południowa Afryka zgodziła się zakończyć okupację Afryki Południowo-Zachodniej. W marcu 1990 proklamowano niepodległą Namibię. W latach 1989–1990 Ulenga był członkiem Zgromadzenia Konstytucyjnego, którego celem było opracowanie konstytucji kraju i organizacja demokratycznych wyborów. W latach 1990–1996 zasiadał w Zgromadzeniu Narodowym z ramienia SWAPO. W tym czasie, w latach 1991-1995 pełnił funkcję wiceministra środowiska naturalnego, ochrony przyrody i turystyki. W 1995 był wiceministrem samorządu lokalnego i mieszkalnictwa. W latach 1995–1998 zajmował stanowisko Wysokiego Komisarza Namibii w Wielkiej Brytanii.
W sierpniu 1998 zrezygnował ze stanowiska w proteście przeciw planom zmiany konstytucji, umożliwiającej ubieganie się o trzecią kadencję przez prezydenta Sama Nujomę. Ulenga krytykował również obecność wojskową Namibii w Demokratycznej Republice Kongo w czasie wojny domowej w tym kraju. W rezultacie wystąpił ze SWAPO i w marcu 1999 założył własną partię, Kongres Demokratów (CoD).
Ulenga wziął udział w wyborach prezydenckich w listopadzie 1999, zajmując w nich drugie miejsce za Samem Nujomą z wynikiem 10,5% głosów poparcia. Jednocześnie dostał się do Zgromadzenia Narodowego z ramienia CoD.
1 sierpnia 2004 w czasie kongresu CoD został wybrany jego przewodniczącym. W listopadzie 2004 po raz drugi uczestniczył w wyborach prezydenckich. Zajął ponownie drugie miejsce z wynikiem 7,3% głosów poparcia, za kandydatem SWAPO Hifikepunye Pohambą, który zdobył 76,4% głosów. W równoległych wyborach parlamentarnych ponownie dostał się do Zgromdzenia Narodowego. Na kongresie Kongresu Demokratów w maju 2008 Ulenga po raz kolejny został wybrany przewodniczącym partii.